# Dante Del Papa
Dante Del Papa (Pisa, 12 marzo 1854 – New York, 1924) è stato un tenore italiano.

## Biografia
Dopo aver compiuto alcuni studi vocali, debuttò al Teatro Verdi di Pisa in un Concerto nel 1878 a soli 24 anni.
Il suo repertorio, vasto e molto ampio, lo vedrà spaziare subito tra ruoli di lirico leggero a lirico, e cioè da Almaviva ne Il barbiere di Siviglia di Rossini, a Don Josè nella Carmen di Bizet. Dopo alcuni anni di attività come primo tenore a Firenze, Roma (Teatro Costanzi), Pisa, Livorno, Bergamo, Ferrara, Bologna, Milano (Teatro Dal Verme e Teatro Manzoni), parte nel 1891 per una tournée in Portogallo e Spagna, ottenendo un lusinghiero successo. Le opere più eseguite nella carriera da Del Papa sono state I Pescatori di Perle e la Carmen, entrambi di Bizet.
Dopo il 1894 si trasferì negli Stati Uniti, a New York, dove incise per il fonografico Bettini, italoamericano, una discreta produzione di fonotipie, che venivano distribuite a livello nazionale, una sessantina di arie e canzoni, e una ventina di duetti e terzetti a fianco del soprano Rosalia Chalia e dei baritoni Giuseppe Campanari e Alberto De Bassini. Rari i duetti con il soprano Gina Ciaparelli, che forse non furono mai realizzati in fonotipia. Presso New York e Boston ha preso parte a numerosi concerti lirici, anche di beneficenza, anche al Carnegie Hall. Dal 1900 aprì a New York una scuola di canto, che diventò entro pochi anni molto rinomata, ed è stata una ottima fucina di nuovi talenti, specie di lingua italiana.
Negli Stati Uniti, pur prendendo parte ad alcune stagioni liriche, la sua attività fu prevalentemente concertistica. Nel 1894 cantò alla Grand Opera House di New York in Cavalleria Rusticana, Carmen e Pagliacci. L'anno successivo fu all'Opera di Boston in Cavalleria Rusticana. Si esibì regolarmente almeno fino al 1903 accettando di ritornare sulla scena nel 1915 con un concerto alla Century Opera House di New York.